# Камю, Эме Антуанетта
Эме Антуанетта Камю (фр. Aimée Antoinette Camus; 1 мая 1879, Париж — 17 апреля 1965, там же) — французский ботаник.
Родилась в семье учёного-ботаника Эдмона-Гюстава Камю (1852—1915). Получив образование, в котором она специализировалась на изучении орхидей и анатомии растений, Камю работала в парижском Национальном музее естествознания.
Совместно со своим отцом Эме Антуанетта Камю в 1904—1906 выпускает научный труд «Классификация лугов Европы и монография о лугах Франции». В 1914 выходит её исследование «Кипарисы», в 1923 году — работа «Деревья и кустарники как часть декоративного украшения». В 1934—1954 работала над большим исследованием «Дубы». Получили также широкую известность работы Э. А. Камю об орхидеях. Кроме вышеназванных, следует указать следующие фундаментальные научные труды Камю (в библиографии — А. Камю):
- «Орхидеи Европы и Средиземноморского бассейна (1921-29)»
- «Растительный мир Индокитая (1922)»
- «Природные аномалии у орхидей (1924)»
- «Орхидеи Европы, Северной Африки, Малой Азии и транскаспийских российских провинций (1908)» (совместно с Э. Г. Камю).